# 基娅拉·辛加雷利亚
基娅拉·皮拉尔·辛加雷利亚·萨卡瓦（西班牙語：Chiara Pilar Singarella Sacaba；2003年12月5日—），阿根廷女子足球运动员，司职前锋，目前效力于普渡大学锅炉工队和阿根廷国家女子足球队。她曾代表阿根廷参加2023年国际足联女子世界杯和2024年美洲女子金杯等多场国际赛事。